# Jan III van Brabant

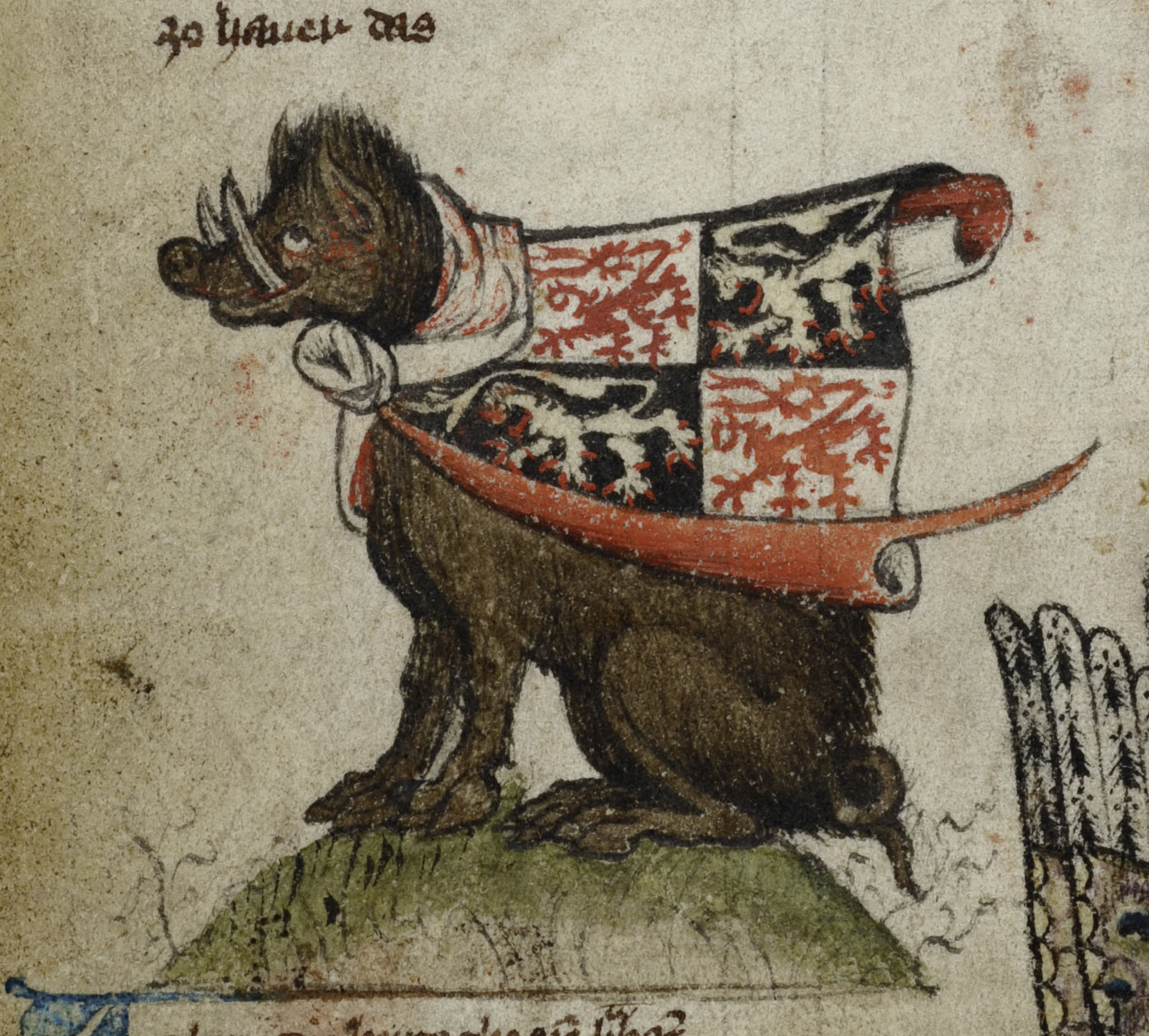
Jan III als everzwijn in het Wapenboek Gelre, bij het gedicht Van den ever

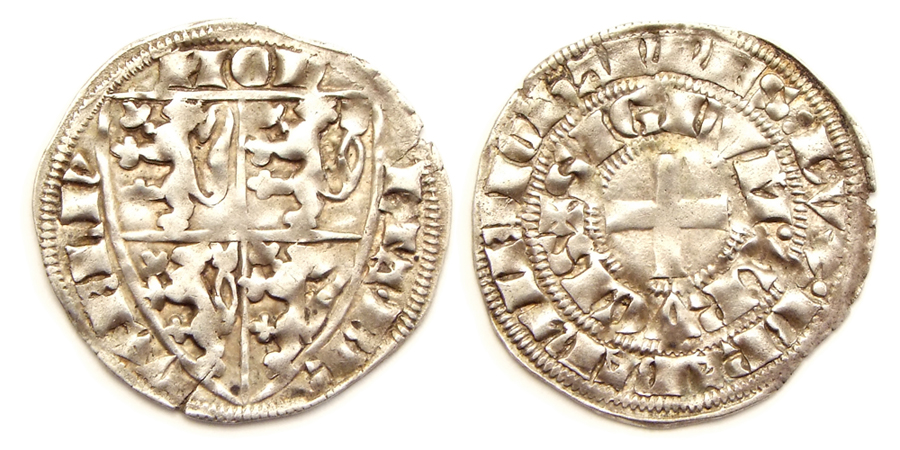
Halve groot (demi gros) van Jan III, geslagen Brussel, 1326.

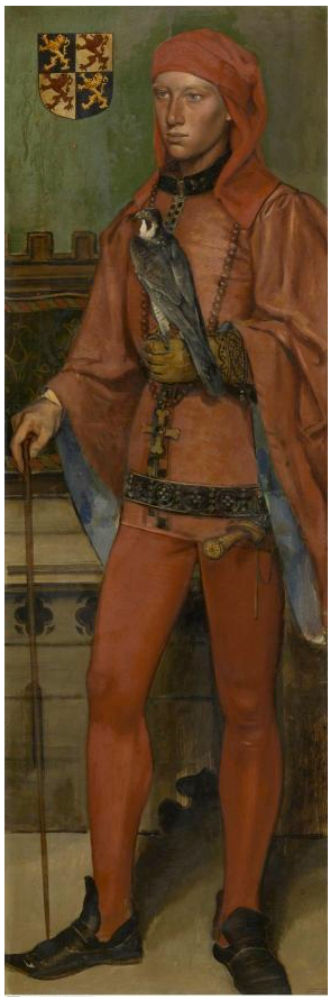
Jan III van Brabant (Henri Leys, 19e eeuw).

Jan III 'de Triomfator' van Brabant (?, ca. 20 oktober 1300 — Brussel, 5 december 1355) was hertog van Brabant en Limburg van 1312 tot 1355, en volgde in die functie zijn vader Jan II op. Vanaf 1327 was hij twaalf jaar lang de heer van Breda.

## Levensloop
Toen Jan III hertog werd was hij nog minderjarig en namen drie regenten zijn functie waar; graaf Lodewijk van Évreux, graaf Gerard V van Gulik en Floris Berthout, heer van Mechelen en Berlaar. Door geldnood gedwongen kwamen zijn regenten met vertegenwoordigers van de steden op 14 juli 1314 het Vlaams en Waals Charter overeen, waardoor de zeggenschap over het politieke en financiële bestuur van de leengebieden van de hertog nagenoeg volledig in handen van de steden kwam.
Mede door zijn handig manoeuvreren werd de machtspositie van Brabant hierdoor zo groot, dat hij in 1332 en 1334 een blokkade door een coalitie van omringende vorstendommen met succes kon doorstaan. Op 9 januari 1334 kwamen de vijandelijke bondgenoten een oorlogsaanzegging doen op het kasteel van Tervuren. In de volgende maanden stroopten Vlaamse en Brabantse troepen het gebied tussen Brussel, Aalst en Dendermonde af, terwijl de Luikenaars Landen aanvielen en andere verbondenen Tiel en Limburg. Met behulp van Franse diplomatie kwam er op 16 maart een wapenstilstand. Bij de vredesverdragen die in de zomer werden afgesloten moest Jan III grote schadevergoedingen toezeggen, maar het feit dat hij een oorlog op zoveel fronten zonder gebiedsverlies had doorstaan, bevestigde zijn kracht als militair aanvoerder. Zijn daadkracht werd bezongen in het wapendicht Van den ever.
Begin van de 14e eeuw viel de welvarende heerlijkheid Mechelen toe aan de graaf van Henegouwen, die hertog Jan III aanstelde als voogd. Het grondgebied hoorde toe aan het prinsbisdom Luik en was omgeven door gebieden onder heerschappij van de hertog van Brabant. In de Honderdjarige Oorlog koos Jan III aanvankelijk de zijde van Engeland, om de wolinvoer in zijn hertogdom veilig te stellen, maar vanaf 1345 begon hij naar Frankrijk over te hellen. In 1347 deed hij in Limburg troonsafstand ten voordele van zijn zoon Hendrik. Deze overleed echter twee jaar later, waarna Jan opnieuw hertog van Brabant en Limburg werd.
Zijn binnenlands beleid werd gekenmerkt door de uitbouw en de versteviging van het machtsapparaat en door de dominante rol van de steden. Wegens het voortijdige overlijden van zijn beide zonen Hendrik ( -1349) en Godfried ( -1352) werd Jan III na zijn dood opgevolgd door zijn oudste dochter Johanna. De betwisting van deze erfregeling door Vlaanderen en Gelre leidde tot de Brabantse Successieoorlog en de Vrede van Aat.
Jan III werd begraven in de Abdij van Villers.

## Nageslacht
Hij werd op jeugdige leeftijd (in 1311?) uitgehuwelijkt aan Maria van Évreux (1303-1335), dochter van graaf Lodewijk van Évreux. Het paar kreeg volgende kinderen:
- Hendrik ( -1349), gestorven in een riddertoernooi nadat hij toelating had gegeven om de Joden te vervolgen
- Godfried ( -1352)
- Johanna van Brabant (1322-1406), gehuwd met Willem IV van Holland en met Wenceslaus I van Luxemburg
- Margaretha van Brabant (1323-1380), gehuwd met Lodewijk van Male, graaf van Vlaanderen
- Maria van Brabant (1325-1399), gehuwd met Reinoud III van Gelre.
- Jan (1327-1335).

Jan had ook nog diverse buitenechtelijke kinderen.
Met de kleindochter van Willem van Rotselaer:
- Machteld van Rotselaer (ca. 1330), die op 20 nov. 1353 huwde met Jan II van Polanen.

Uit een relatie met Elisabetha Maria van Huldenberg had Jan van Brabant nog een zoon:
- Jean Brant (ca.1341-ca.1371), diens kleinzoon, Arent Brant Jansz. (ca. 1412-ca.1487), was heer van Grobbendonk. Hij trouwde met Katrina van Heinsbergen. Uit zijn huwelijk werd geboren: Elisabeth Brant die trouwde met Jan V van der Dussen (ca. 1435-1496) heer van Dussen, Heeraartswaarde en Munsterkerk en schout van Breda

Ook was er nog een dochter met Ermengard van Vilvoorde:
- Johanna van Vilvoorde (ca. 1350). Zij trouwde met Costin van Ranst, heer van Cantecrode en Edegem. Uit haar huwelijk werden geboren:
  - Daniël van Ranst (ca. 1375-1461), ridder van Houtem en opperste kamerheer van Jan IV die na zijn huwelijk in 1428 met Catharina de Pape werd hij heer van Tielen en Gierle en woonde in het Kasteel van Tielen,
  - Hendrik II van Ranst
  - Catharina van Ranst.

- Uit zijn favoriete concubine Isabella van de Venne voorts nog: 
  - Johanna van de Venne
  - Hendrik van de Venne
  - Jan van de Venne. Jan stond zeer in de gunst van zijn halfzuster Johanna van Vilvoorde. Op 20 november 1380 leende zij hem haar hof, huis en woning te Hoeilaart en gaf hem de zorg over haar honden. Op 28 augustus 1396 schonk zij Jan van de Venne dit bezit als erfelijk leengoed. Door haar opvolger hertog Antoon werd deze schenking omgezet in een lijfrente. Hoeilaart werd toen in pacht gegeven aan de Hinckaerts en nadien geschonken aan Hendrik van Wittem, ook een afstammeling uit een bastaard tak van de Brabantse hertogen.[3]

## Voorouders
| Voorouders van Jan III van Brabant | Voorouders van Jan III van Brabant                                               | Voorouders van Jan III van Brabant                                               | Voorouders van Jan III van Brabant                                            | Voorouders van Jan III van Brabant                                            | Voorouders van Jan III van Brabant                                            | Voorouders van Jan III van Brabant                                            | Voorouders van Jan III van Brabant                                             | Voorouders van Jan III van Brabant                                             |
| ---------------------------------- | -------------------------------------------------------------------------------- | -------------------------------------------------------------------------------- | ----------------------------------------------------------------------------- | ----------------------------------------------------------------------------- | ----------------------------------------------------------------------------- | ----------------------------------------------------------------------------- | ------------------------------------------------------------------------------ | ------------------------------------------------------------------------------ |
| Overgrootouders                    | Hendrik III van Brabant (1231-1261) ∞ +/-1251 Aleidis van Bourgondië (1233-1273) | Hendrik III van Brabant (1231-1261) ∞ +/-1251 Aleidis van Bourgondië (1233-1273) | Gwijde van Dampierre (1226-1305) ∞ 1246 Mathilde van Béthune (?-1263)         | Gwijde van Dampierre (1226-1305) ∞ 1246 Mathilde van Béthune (?-1263)         | Hendrik III van Engeland (1207-1272) ∞ 1236 Eleonora van Provence (1222-1291) | Hendrik III van Engeland (1207-1272) ∞ 1236 Eleonora van Provence (1222-1291) | Ferdinand III van Castilië (1199-1252) ∞1237 Johanna van Dammartin (1220-1279) | Ferdinand III van Castilië (1199-1252) ∞1237 Johanna van Dammartin (1220-1279) |
| Grootouders                        | Jan I van Brabant (±1252–1294) ∞ +/-1273 Margaretha van Dampierre (1251-1285)    | Jan I van Brabant (±1252–1294) ∞ +/-1273 Margaretha van Dampierre (1251-1285)    | Jan I van Brabant (±1252–1294) ∞ +/-1273 Margaretha van Dampierre (1251-1285) | Jan I van Brabant (±1252–1294) ∞ +/-1273 Margaretha van Dampierre (1251-1285) | Eduard I van Engeland (1239-1307) ∞ 1254 Eleonora van Castilië (1241-1290)    | Eduard I van Engeland (1239-1307) ∞ 1254 Eleonora van Castilië (1241-1290)    | Eduard I van Engeland (1239-1307) ∞ 1254 Eleonora van Castilië (1241-1290)     | Eduard I van Engeland (1239-1307) ∞ 1254 Eleonora van Castilië (1241-1290)     |
| Ouders                             | Jan II van Brabant (1275-1312) ∞ 1290 Margaretha van Engeland (1275-1333)        | Jan II van Brabant (1275-1312) ∞ 1290 Margaretha van Engeland (1275-1333)        | Jan II van Brabant (1275-1312) ∞ 1290 Margaretha van Engeland (1275-1333)     | Jan II van Brabant (1275-1312) ∞ 1290 Margaretha van Engeland (1275-1333)     | Jan II van Brabant (1275-1312) ∞ 1290 Margaretha van Engeland (1275-1333)     | Jan II van Brabant (1275-1312) ∞ 1290 Margaretha van Engeland (1275-1333)     | Jan II van Brabant (1275-1312) ∞ 1290 Margaretha van Engeland (1275-1333)      | Jan II van Brabant (1275-1312) ∞ 1290 Margaretha van Engeland (1275-1333)      |
| Jan III van Brabant (1295-1355)    |                                                                                  |                                                                                  |                                                                               |                                                                               |                                                                               |                                                                               |                                                                                |                                                                                |